# 바알리프 광산 참사
바알리프 광산 참사(Vaal Reefs mining disaster)는 1995년 5월 10일 남아프리카 공화국의 바알리프 금광에서 지하 기관차가 갱도에 떨어져 광부들을 싣고 이동하던 엘리베이터를 강타해 엘리베이터가 갱도 바닥으로 추락하면서 광부 104명이 사망한 사고이다. 이는 역사상 최악의 엘리베이터 사고이다.

## 사고
사고는 오후 8시 30분에 발생했다. 지표면 아래 1,676 미터 (5,500 ft) 깊이의 광산 56층에서 운행하던 12톤 지하 기관차가 잘못된 터널로 진입해 통제 불능 상태로 빠졌다. 기관차와 객차는 훨씬 작은 장비를 위해 설치된 안전 장벽을 뚫고 제2 갱도로 떨어졌다. 당시에는 교대 근무를 마친 100명 이상의 광부들로 가득 찬 2층짜리 엘리베이터 케이지가 지하 1,859 m (6,100 ft) 깊이의 62층에서 갱도 위로 올라가고 있었다. 기관차는 갱도 아래쪽에서 엘리베이터 위로 떨어졌고, 이로 인해 엘리베이터는 460 m (1,510 ft) 아래 갱도 바닥으로 추락했다. 기관차가 엘리베이터 위에 떨어지면서 엘리베이터는 원래 크기의 3분의 1로 찌그러졌다. 엘리베이터에 타고 있던 모든 광부가 사망했다. 기관차 운전자는 기관차가 떨어지기 전에 뛰어내려 생존했다.

## 대응
사고 직후 관계자는 엘리베이터에 타고 있던 사람 전부 생존했을 가능성이 거의 없다는 것을 즉시 파악했다. 지하에 남아 있던 약 400명의 다른 광부는 제5 갱도를 통해 대피했다. 구조대원들은 다른 갱도를 따라 수 km에 걸친 측면 터널을 지나 제2 갱도 바닥에 있던 찌그러진 엘리베이터에 도달했고, 짓눌리고 절단된 시신들이 잔뜩 있는 끔찍한 장면을 발견했다. 다음날 밤까지 대부분 엘리베이터 밖으로 튕겨 나온 6구의 시신만이 수습되었고, 구조팀은 토치를 사용하여 잔해를 절단하며 시신에 접근할 방법을 모색했다. 시신은 종종 여러 조각으로 수습되어 담요에 싸인 들것에 실려 지상으로 운반되었다.
광물에너지부 장관인 피크 보타는 현장을 방문해 "내가 본 가장 끔찍한 광경"이라고 묘사했다. 남아프리카 광산노동자조합 (NUM) 조합장인 제임스 모틀라치는 "2층짜리 광차(엘리베이터)가 1층짜리 양철 상자로 찌그러졌고 살점이 곳곳에 흩어져 있었다"고 말했다. NUM 사무총장이자 이후 남아프리카 공화국 대통령이 된 칼레마 모틀란테도 사고 직후 현장을 방문했다. 광산 깊은 곳에서 올라오는 뜨거운 열기로 인해 수습 과정에서 시신이 부패하기 시작했고, 이는 수습 작업과 훼손된 유해를 식별하는 어려운 작업을 더욱 복잡하게 만들었다. 사고 이틀 후인 금요일까지 엘리베이터 상부 데크에서 56구의 시신이 수습되었고, 하부 데크의 유해 수습이 시작되었다. 일부 구조대원은 시신 수습을 위해 지하에서 61시간 동안 작업을 했으며, 사고 후 트라우마 상담과 HIV 및 B형 간염 검사를 받았다.
넬슨 만델라 대통령은 국가 애도의 날을 선포했으며, 한 달 후 희생자 중 45명에 대한 합동 장례식이 치러졌다.

## 조사
이 사고의 조사는 1994년 남아프리카 공화국의 첫 민주 선거 이후 최초로 진행된 정책 중 하나였으며, 이전 사고와 달리 광산 노동자는 국립광산노동자조합(NUM)을 통해 처음부터 대표단으로 참여했다. 조사는 판사가 이끌었으며 광범위한 증언을 청취했다.
조사 결과 사고는 기관차가 폭주하고 갱도로 떨어지는 것을 막았어야 할 여러 안전 시스템의 작동 실패 때문으로 나타났다. 기관차가 금지된 구역에 주차되어 있었고, 전기 회로가 단락되어 안전 장치를 우회했다는 사실이 밝혀졌다. 보고서는 광산이 3년 전 비슷한 사고(사망자는 없었음) 이후 권고된 시급한 안전 조치를 이행하지 않았음을 발견했다. 또한 엘리베이터는 기관차의 충격으로 인해 분리 훅이 열린 후 추락한 것으로 나타났다. 훅이 열리지 않았다면 케이블은 기관차의 충격을 끊어지지 않고 흡수할 만큼 충분한 탄성이 있었고, 엘리베이터에 있던 많은 사람들이 생존했을 수도 있다고 분석했다.
보고서는 앵글로아메리칸의 자회사인 바알리프 탐사 및 광산 회사를 과실 치사 혐의로 기소해야 한다고 권고했다.

## 결과
이 참사는 남아프리카 광산의 보건 및 안전에 대한 주요 사법 조사인 리언 위원회의 결론 발표 직전에 발생했다. 바알리프 참사와 리언 위원회 보고서 발간은 광산업계에 큰 변화를 가져왔고, 1996년 광산 보건 및 안전법의 시행도 가져왔다. 또한 광산 주주는 사망한 노동자의 유족에게 보상을 제공했다. 이 경우 431명의 유족이 바알리프 재해 신탁의 수혜자가 되었다. 이들은 남아프리카 공화국 (114명), 레소토 (219명), 모잠비크 (54명), 보츠와나 (31명), 에스와티니 (13명)에 거주하거나 거주했었다.

## 관련 사고
바알리프의 제2 갱도에서는 1980년 3월 27일에 이미 31명의 사망자를 낸 엘리베이터 추락 사고가 발생했었다. 하강하던 엘리베이터가 갱도 중간에 멈췄는데도 케이블이 계속 풀렸다. 그러다 갑자기 엘리베이터가 다시 움직이면서 늘어진 케이블 끝에 닿아  케이블에서 분리되었고, 갱도 바닥까지 떨어졌다.
또 다른 남아프리카 금광에서는 1987년에 치명적인 엘리베이터 사고가 발생했다. 벨콤의 세인트 헬레나 금광에서 메테인 가스 폭발로 인해 2층 엘리베이터의 케이블이 절단되어 엘리베이터가 광산 갱도 바닥까지 1.4 km (0.9 mi) 떨어져 탑승자 52명 전원이 사망했다. 엘리베이터에 타고 있지 않던 10명은 폭발로 사망했다. 바알리프 광산의 두 사고와 세인트 헬레나 광산 사고는 여전히 역사상 세 가지 최악의 엘리베이터 사고로 기록되어 있다.